# Język ibibio
Język ibibio – język z grupy nigero-kongijskiej, klasyfikowany w obrębie języków Cross-River w podgrupie benue-kongijskiej. Język ten używany jest przez 1,5-2 mln ludzi w południowo-wschodniej Nigerii w stanie Akwa Ibom. Blisko spokrewniony z językiem efik.